# Manannan
Manannan mac Lir – według mitologii irlandzkiej bóg morza i pogody. Był jednym z Tuatha de Danaan, choć uważano go za starszego od nich. Jego ojcem był Lir, matką Penarddun, a żoną – Fand (córka Flidais). Jego imię pochodzi od wyspy Man. Był ojcem Niam Złotowłosej. Był władcą Ziemi obiecanej, jednej z krain w zaświatach celtyckich, gdzie mieszkał w Emhain - "Miejsce Jabłoni". Jego siedzibę lokalizowano również na zachód od wybrzeża Irlandii w miejscu utożsamianym z Błogosławionymi Wyspami. Rządził także światem umarłych, Mag Mell.
Manannan miał wiele magicznych przedmiotów. Podarował Cormacowi swój magiczny kielich prawdy. Miał magiczny statek, który nie potrzebował załogi do sterowania, płaszcz, który dawał mu niewidzialność, płonący hełm oraz miecz, który nigdy nie chybiał celu.
Manannan porzucił swoją żonę, Fand, która z wzajemnością zakochała się w Cuchulainnie. Ponieważ śmiertelnik (którym był Cuchulainn) i elfowa kobieta (którą była Fand) nie mogli zostać razem (bo elfy zostałyby zniszczone), Manannan usunął ich sobie nawzajem z pamięci.
Miał dwóch synów : Gaiara i Mongána.
Na Wyspie Man Manannan mac Lir był znany jako Mannan. Podczas Midsummer Eve jej mieszkańcy ofiarowali zieloną trawę Mannan-beg-mac-y-Leirowi i modlili się o błogosławieństwo w podróżach morskich i połowach ryb. Wierzono, że Manannan jest magiem, który może stworzyć iluzję floty ze strączków grochu, aby odstraszyć potencjalnych najeźdźców.
Inne imiona: Manawyddan ap Llyr (walijskie), Barinthus, Manannan, Manawydan, Mannan (manx).